# What's Going On (Marvin Gaye)
What's Going On is het achtste studioalbum van soulzanger Marvin Gaye en werd uitgebracht op 21 mei 1971 door Tamla, een sublabel van het platenlabel Motown.
Dit eerste album dat door Marvin Gaye zelf geproduceerd werd, bestaat uit negen nummers die vrijwel allemaal in elkaar overlopen. Het verhaal in de songteksten wordt verteld vanuit het oogpunt van een veteraan die terugkomt uit de Vietnamoorlog. Hij kijkt kritisch naar de Verenigde Staten, het land waarvoor hij vocht en waar hij niets anders ziet dan onrechtvaardigheid, leed en haat.
Het album was bij het uitkomen in 1971 een succes bij zowel de critici als het publiek en heeft de tand des tijds doorstaan als een soulklassieker. Wereldwijd wordt het album gezien als een der beste ooit gemaakt in dit genre. In 2003 bezette het de zesde plaats in de album top-500 aller tijden van het gezaghebbende muziektijdschrift Rolling Stone. In 2020 behaalde het de eerste plek van deze lijst, waarmee hij The Beatles' Sgt. Pepper's Lonely Hearts Club Band van de nummer één afstootte.

## Album
Na het succes van de single "What's Going On" werd een heel album verwacht, een project waarvan Gaye gretig begon. Hij kreeg totale zeggenschap over de eindproductie en beloonde dit vertrouwen met zijn volgens velen beste werk ooit. Het instrumentale aandeel werd geleverd door The Funk Brothers, Motowns vaste groep sessiemuzikanten waarvan Gaye in de vroege jaren zestig zelf deel had uitgemaakt. Het was voor Motown uitzonderlijk dat zij in de credits van de plaat werden vermeld. Ook leden van het Detroit Symphony Orchestra leverden een bijdrage. Voor achtergrondzang waren onder meer The Andantes (Motowns vaste achtergrondzangeressen) en Bobby Rogers (van The Miracles) ingeschakeld.
Dat de nummers in elkaar overlopen en qua thematiek sterk met elkaar verbonden zijn, was voor Motown heel bijzonder. Het geeft de plaat het karakter van een conceptalbum. De onderwerpen van het album zijn politiek zeer beladen, wat tot die tijd zeer ongebruikelijk was in de soulmuziek, vooral bij Motown. Toen het uiteindelijk uitkwam was het succes immens. What's Going On verbleef een jaar in de Amerikaanse albumlijst en was aan het eind van 1972 al meer dan 2 miljoen keer verkocht in de Verenigde Staten. Het was daarmee het best verkochte Marvin Gaye-album totdat hij in 1973 Let's Get It On uitbracht.

## Live-uitvoeringen
Op 1 mei 1972 bracht Gaye een integrale live-uitvoering van het album toen hij in zijn geboorteplaats Washington werd gehuldigd; What's Going On en de overige singles werden twee jaar later, bij zijn eerste tournee sinds de late jaren 60, vast onderdeel van het repertoire. Speciaal voor de Europese optredens van 1976 werden deze samengevoegd tot een van de drie medley's die de hoofdmoot van het concert vormden. Bij zijn laatste tour in 1983 kwam het voor dat What's Going On werd overgeslagen.

## Nummers
Alle nummers zijn geproduceerd door Marvin Gaye.
1. "What's Going On" (3:53)
2. "What's Happening Brother" (2:43)
3. "Flyin' High(In the Friendly Sky)" (3:49)
4. "Save the Children" (4:03)
5. "God is Love" (1:41)
6. "Mercy Mercy Me (The Ecology)" (3:16)
7. "Right On" (7:31)
8. "Wholy Holy" (3:08)
9. "Inner City Blues (Make Me Wanna Holler)" (5:26)